# Arnold Dolmetsch
Eugène Arnold Dolmetsch, född den 24 februari 1858 i Le Mans, Frankrike, död den 28 februari 1940 i Haslemere, Surrey, England, var en franskfödd musiker och instrumentbyggare, som tillbringade en stor del av sitt yrkesverksamma liv i England och etablerade en instrumenttillverkning i Haslemere. Han var ledande i 1900-talets återuppväckta intresse för tidig musik.

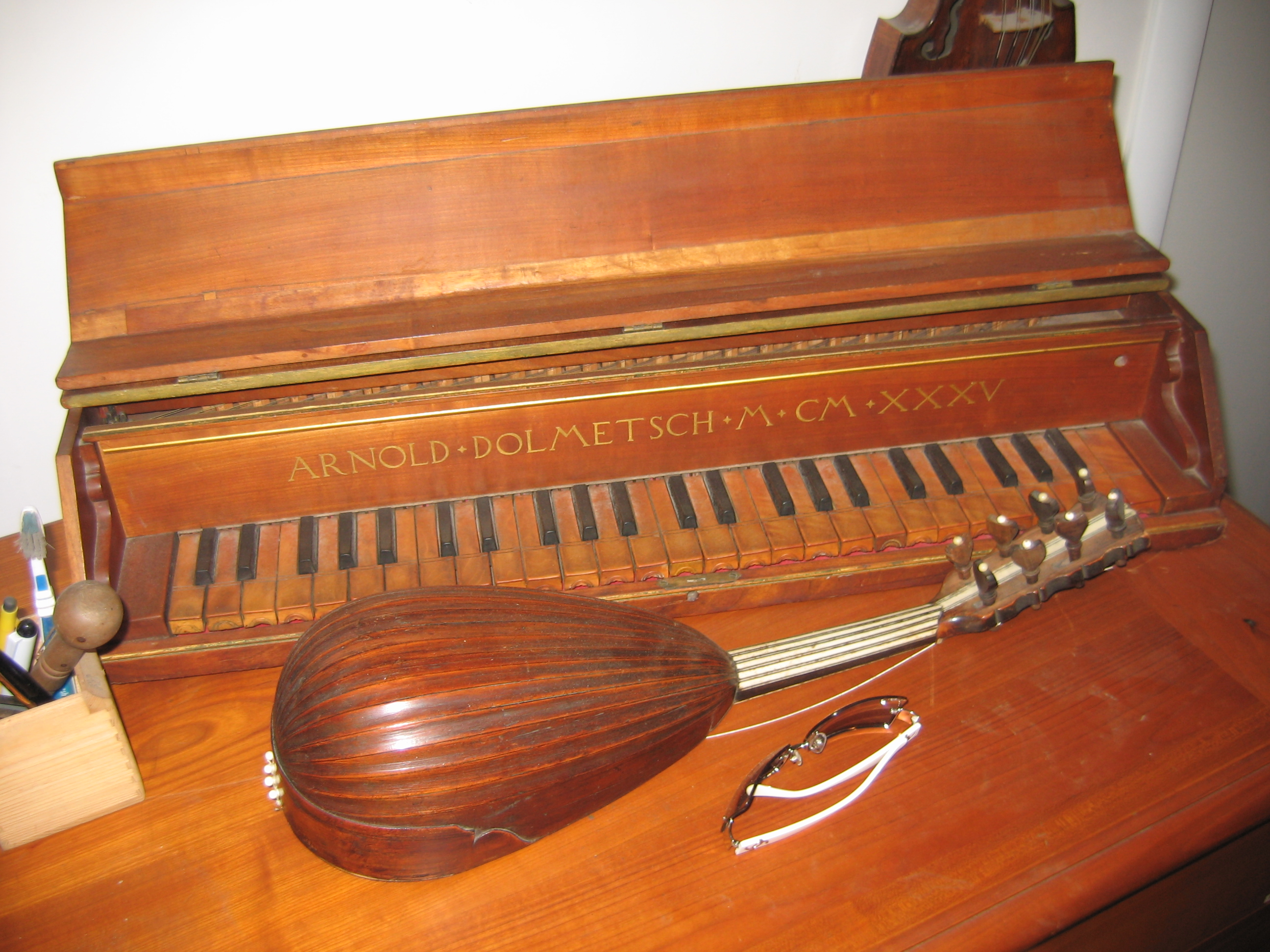

## Biografi
Dolmetschs familj var av böhmiskt ursprung men hade flyttat till Le Mans i Frankrike där de startat en tillverkning av pianon. Det var där som han skaffade de färdigheter han senare skulle få användning för i sin egen instrumentverkstad.
Dolmetsch studerade musik vid Konservatoriet i Bryssel och lärde fiolspel under Henri Vieuxtemps. År 1883 reste han till London och fortsatte sin utbildning vid Royal College of Music, där han studerade under Henry Holmes och Frederick Bridge fram till en Bachelor of Music-examen 1889.
Dolmetsch var en kort tid anställd som musiklärare på Dulwich College, men hans intresse för tidiga instrument väcktes när han fick se samlingarna av historiska instrument i British Museum. Därefter att byggde han sin första reproduktion av en luta 1893, och började sedan bygga klaviaturinstrument. William Morris uppmuntrade honom att bygga sin första cembalo.
Han lämnade England för att bygga klavikord och cembalor för Chickering i Boston (1905-1911), sedan för Gaveau i Paris (1911-1914). Han fortsatte med att etablera en instrumentverkstad i Haslemere, Surrey och byggde där kopior av nästan alla typer av instrument med anor från 1500- till 1800-talen. Bland dessa fanns fioler,  lutor och en rad klaverinstrument. Hans bok från 1915 The Interpretation of the Music of the XVIIth and XVIIIth Centuries var en milstolpe i utvecklingen av autentiska framföranden av tidig musik.
År 1925 grundade han en årlig kammarmusikfestival, International Dolmetsch Early Music Festival, som hålls i juli varje år i Haslemere Hall.
Dolmetsch uppmuntrade medlemmarna i sin familj att lära sig färdigheterna till instrumentbyggande och musikalitet och familjen dök ofta upp tillsammans på konserter och spelade instrument byggda på Dolmetsch verkstäder. År 1928 grundade han Dolmetsch Foundation som verkade för hans idéer. Efter hans död fortsatte hans familj för att främja byggandet och användningen av tidiga instrument.